# フリッツ・ハート
フリッツ・べニッケ・ハート（Fritz Bennicke Hart 1874年2月11日 - 1949年7月9日）は、イングランドの作曲家、指揮者、教育者、作品未出版の小説家。多くの時間をオーストラリアとハワイで過ごした。

## 幼少期
ハートは元ケント州、現在はルイシャム区の一部となっているブロックリーに生まれた。フレデリック・ロビンソン・ハートと妻のジェミナ・ウォーターズ（旧姓べニッケ）の間の長子であった。両親は2人とも音楽の才を持っていた。ハートは6歳から父が運営する教区合唱団で歌っており、母はピアノ教師だった。3年間をフレデリック・ブリッジの下、ウェストミンスター寺院の合唱隊として過ごし、1893年に王立音楽大学に入学、同校ではグスターヴ・ホルスト、サミュエル・コールリッジ＝テイラー、ウィリアム・ハールストーン、レイフ・ヴォーン・ウィリアムズ、ジョン・アイアランドと知り合った。1896年のある学生コンサートでは、ハートがシンバル、ヴォーン・ウィリアムズがトライアングル、ホルストがトロンボーンを奏し、アイアランドも演奏を行った。ハートは王立音楽大学で作曲を履修しなかったものの、チャールズ・ヴィリアーズ・スタンフォードからは影響を受けることになった。
ハートは劇場興行会社とツアーに出かけており、その間に戯曲『ジュリアス・シーザー』への付随音楽を書いている。また『ロミオとジュリエット』のための音楽も作曲しており、彼自身が指揮を行った。以降、様々な巡業会社との仕事を経験し、これらを通じてオペレッタ、音楽喜劇、戯曲の付随音楽、オペラへと触れていった。1904年に結婚し、翌年に第一子が誕生している。

## オーストラリア
1909年5月にロイヤルメールシップ「China」に乗船してオーストラリアへ向かった。これはオペレッタ『King of Cadonia』を上演するというウィリアムソン社（英語版）の一員としての船旅であった。12か月となっていた当初契約は4年へと延長されることになる。1913年にハートとアルフレッド・ヒルは、短命に終わることになるもののオーストラリア・オペラ・リーグを設立する。1914年8月3日の最初のプログラムは、ハートのオペラ『Pierrette』の初演を含むものだった。
メルボルン音楽院と、その後ライバル校のアルバート・ストリート音楽院を創設したジョージ・マーシャル＝ホールが1913年にロンドンへ向けて発つにあたり、後者の音楽院ではエドゥアルト・シャルフが学長を務め、ハートは空いた講義の穴を埋める役割を請け負った。1年後にマーシャル＝ホールは音楽院を閉校するという命令書を寄越し、シャルフも大学でのポストを見つけていたが、残りの職員は離職を拒絶してハートを学長に任用した。1915年にマーシャル＝ホールはメルボルン大学の音楽科教授として再任用されており、2つの音楽院との統合に前向きな姿勢を示した。しかし第一次世界大戦中には反ドイツ的な態度があり、主としてドイツ人の職員は強力な親イギリスの大学から不利な差別を受けることを恐れた。彼らの恐れは根拠に基づくものであった。というのも優れたピアニストであったシャルフは出生地を理由に解雇され、敵国人キャンプへ収容されてしまっていたからである。1915年にはネリー・メルバが同地に歌唱学校を開校し、彼女と彼女の生徒たちがハートの作曲家としての作品を形作るのを助けた。彼が音楽教育全般に責任を負っていたメルバの生徒たちは、その多くが国際的に名を成した。ハーツの死後の1956年、同校はメルバ音楽院へと改称している。
1924年にハートは王立音楽大学のフェローとなった。1927年にはメルボルン交響楽団の指揮者代理となり、アルバート・ゼルマン没後の1928年には終身指揮者となった。1932年にメルボルン大学音楽院管弦楽団とメルボルン交響楽団は、ハートとバーナード・ヘインズを共同指揮者職において統合された。1929年にメルボルン交響楽団はオーストラリアの管弦楽団として初めての野外コンサートを開催している。会場はメルボルン・アレクサンドラ・ガーデンで、指揮棒を握ったのはハートであった。こうした「ポピュラー・コンサート」はシドニー・マイヤーの寄付によって実現可能となったものであった。ハートは教師として非常に高名で、門下からはペギー・グランヴィル＝ヒックス、マーガレット・サザーランド、ヒューバート・クリフォード、ロバート・ヒューズらが輩出している。
1937年以降にハートがメルボルンに戻ったのはわずか一度きりで、この時には1945年7月にアルバート・ストリート音楽院の記念祭で自作から数曲を指揮した。
複数の画家がハートの肖像画を描いており、マックス・メルドラムの作品はオーストラリア国立美術館のコレクションとなっている。オーストラリア国立美術館にはA・D・コフーン画の肖像画も収められている。

## ハワイ
1931年12月にハートはホノルル交響楽団の客演指揮者として招聘を受けた。毎年ハワイを訪れた彼は12月から4月までの期間を同地で過ごした。1935年にハートの妻が他界し、彼は1937年9月にアメリカ人のマーヴェル・アリソンと再婚している。1937年にホノルル交響楽団の終身指揮者となったハートはハワイ大学で初となる音楽科教授に就任、1942年に退官するまでこの職に留まった。交響楽団の指揮者職は没するまで続けた。
ハートは1949年7月9日にホノルルで心臓疾患によりこの世を去った。息子と2番目の妻に先立つ形だった。

## 音楽
ハートは声楽曲の作曲に優れた才能を発揮した。彼は合計23作のオペラを書いており、うち18作品がメルボルン、4作品がハワイで作曲された。これらのうち7作品が彼の生前にオーストラリアで上演されているが、イギリスで上演された作品はないものと思われる。アイルランドの文芸復興に関心を抱いていたハートは、ウィリアム・バトラー・イェイツ、ジョン・ミリントン・シング、オーガスタ・グレゴリー、ジョージ・ウィリアム・ラッセルによるリブレットを用いた。他にもウィリアム・シェイクスピア、エドモン・ロスタン、モリエール、エドウィン・アーリントン・ロビンソン、そして聖書のテクストへの曲付けを行っている。
ハートが作曲した歌曲は514曲に上り、そのうちの半分がメルボルンで、4分の1がそれぞれイングランドとハワイで書かれた。4曲の大規模合唱作品、無伴奏合唱のための作品、パートソングがある。彼が最も愛着を感じていたのはロバート・ヘリックで、その詩句を用いて書いた曲数は126曲に及んでいる。合唱作品ではパーシー・ビッシュ・シェリーとウォルト・ホイットマンのテクストが用いられている。
その他の作品には1曲の交響曲（1934年）、14曲の他の管弦楽作品、多数の室内楽曲と器楽作品がある。室内楽には2つの弦楽四重奏曲、3つのヴァイオリンソナタ、トランスクリプション、編曲が含まれる。
以下の作品群は『ニューグローヴ世界音楽大事典』による。

### 主要オペラ
- The Land of Heart's Desire （1914年）
- Riders to the Sea （1915年）
- Deirdre of the Sorrows （1916年）
- Ruth and Naomi （1917年、メルボルン）
- Malvolio （1918年、メルボルン）
- The Fantasticks （1919年、メルボルン）
- Deirdre in Exile （1926年、メルボルン）
- The Woman who Laughed at Faery （1929年、メルボルン）
- St George and the Dragon （1931年、メルボルン）
- Even Unto Bethlehem （1943年、ホノルル）

### 合唱作品
- New Year's Eve
- Salve Caput Cruentatum （1925年）
- O Gloriosa Domina （1925年）
- Natural Magic
- Joll's Credo （1934年）

## 著作
ハートは王立音楽大学在学時に韻文を著しており、その一部にはグスターヴ・ホルストが曲を書いている。（未出版のオペラ『The Revoke』（1895年）、『The Idea』（1898年）、パートソング『Light leaves whisper』（1896年）、児童合唱のための『Clouds o'er the summer sky』（1898年））
メルボルンでは彼の韻文がまとめられて『Appassionata: Songs of Youth and Love』として刊行された。ハワイでは23作の小説を書いているが、いずれも出版されなかった。